# Деан Клафурич
Деан Клафурич (хорв. Dean Klafurić, нар. 26 липня 1972, Загреб) — хорватський футбольний тренер. З 2024 року очолює тренерський штаб команди «Широкі Брієг». Як тренер — чемпіон Польщі та володар Кубка Польщі.

## Кар'єра тренера
Деан Клафурич розпочав тренерську кар'єру 2005 року, очоливши тренерський штаб нижчолігового хорватського клубу «Ударник», де працював до 2006 року. У 2007 році тренер очолював хорватський нижчоліговий клуб «Радник» (Велика-Гориця), а в 2008 році працював у іншому нижчоліговому клубі «Полет» (Бузеваць).
У 2009 році Деан Клафурич очолив жіночу збірну Хорватії, в якій працював до 2012 року. Одночасно тренер в цей час очолював також нижчолігові хорватські клуби «Градіці» та «Врбовець». У 2012 році Клафурич увійшов до тренерського штабу клубу «Динамо» (Загреб), де працював на різних посадах до 2016 року.
У 2016 році Деан Клафурич увійшов до тренерського штабу саудівського клубу «Аль-Наср» (Ер-Ріяд), а в 2017 році перейшов до тренерського штабу еміратського клубу «Аль-Айн». У 2017 році Клафурич короткий час очолював хорватський клуб «Гориця» (Велика Гориця). У цьому ж році хорватський тренер став асистентом головного тренера польської команди «Легія», а в 2018 році очолив варшавський клуб, з яким здобув золотий дубль — перемогу в чемпіонаті Польщі та виграш Кубка Польщі, проте за короткий час покинув «Легію».
У 2019 році Деан Клафурич очолював клуб «Хрватскі Драговоляц», а в 2020 році працював у кіпрському клубі «Етнікос» (Ахна). У 2021 році тренер повернувся на батьківщину до клубу «Славен Белупо». Протягом 2022—2023 років Клафурич очолював тренерський штаб угорського клубу «Гонвед».
У 2023 році хорватський тренер очолив боснійську команду «Вележ», у якій працював до 2024 року. 1 липня 2024 року Клафурич очолив сербську команду ТСЦ. Проте після невдалого виступу в Лізі конференцій, де сербська команда програла ізраїльському клубу «Маккабі» (Тель-Авів) із загальним рахунком 1-8, 30 серпня 2024 року тренер покинув клуб ТСЦ. 20 грудня 2024 року хорватський тренер очолив боснійський клуб «Широкі Брієг».

## Титули і досягнення

### Як тренера
- Чемпіон Польщі (1):

«Легія»: 2017–2018
- Володар Кубка Польщі (1):

«Легія»: 2017–2018